# Titanio cinerealis
Titanio cinerealis là một loài bướm đêm trong họ Crambidae.